# Sina Tkaltschewitsch
Sina Tkaltschewitsch (* 5. Mai 1999 in Offenbach am Main) ist eine deutsche rhythmische Sportgymnastin.

## Erfolge
2015 belegte sie bei den Europaspielen in Baku mit dem Band den vierten Platz, womit sie einen Medaillengewinn knapp verpasste. Sie trat außerdem bei den Olympischen Sommerspielen 2016 an und erreichte mit ihrem Team den zehnten Platz der Qualifikationsrunde und zog somit nicht ins Finale ein. Sie trainiert beim TV Eschborn.